# Waldmaus
Die Waldmaus (Apodemus sylvaticus) ist eine Säugetierart aus der Familie der Langschwanzmäuse (Muridae). Diese relativ kleine und großäugige Langschwanzmaus besiedelt große Teile der westlichen Paläarktis und bewohnt entgegen ihrem Namen überwiegend offene Lebensräume, unter anderem landwirtschaftlich genutzte Bereiche, Brachen, Gewässerufer und Parks. Die Waldmaus zählt zu den häufigsten Säugerarten Europas und ist laut IUCN ungefährdet.

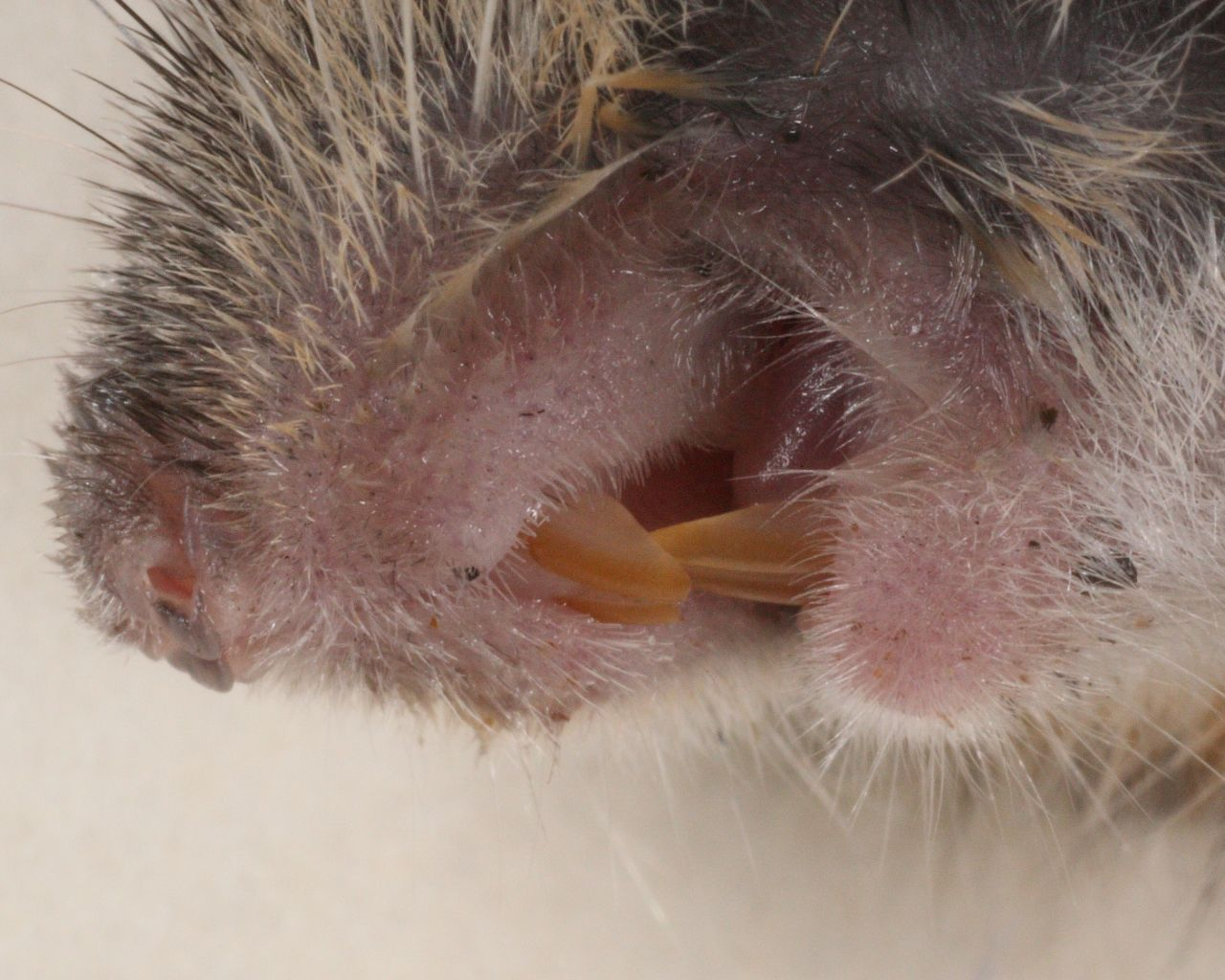
Im Gegensatz zur Hausmaus hat die Waldmaus keine Kerbe an der Rückseite der oberen Schneidezähne

## Merkmale

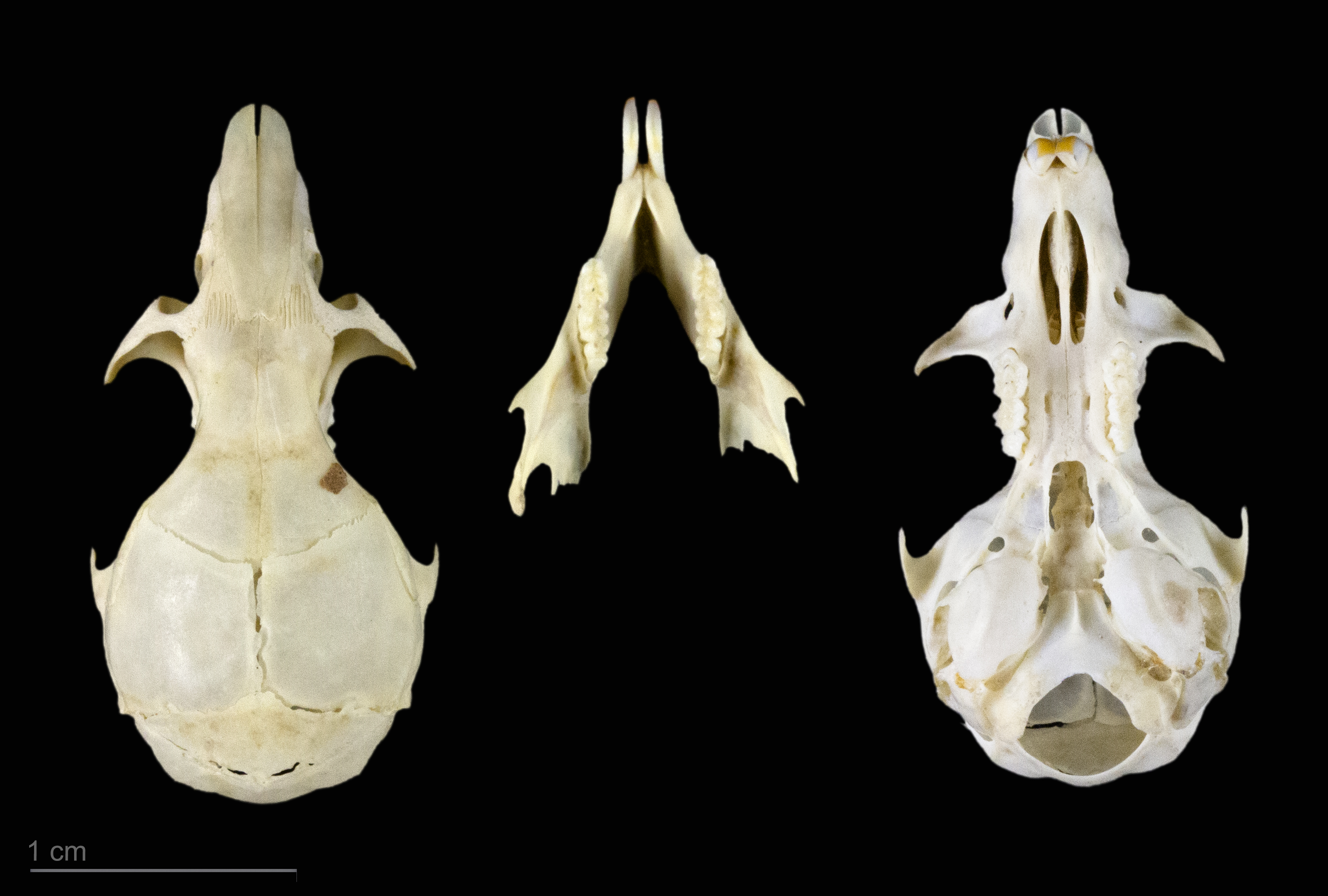
Schädel von Apodemus sylvaticus, Sammlung Museum von Toulouse

Die Waldmaus gehört zu den kleineren Arten der Gattung Apodemus. Die Ohren sind relativ groß, die Augen sehr groß und deutlich hervorstehend. Die Kopf-Rumpf-Länge beträgt 80–110 mm, die Schwanzlänge 70–115 mm, die Länge der Hinterfüße 20,0–23,5 mm und die Ohrlänge 15–20 mm. Die Tiere wiegen 13–36 g, meist 18–25 g. Das Fell ist oberseits gelb- bis braungrau, bei älteren Tieren rotbraun überhaucht. Die Unterseite ist schmutzig weiß, die Abgrenzung zur Oberseitenfärbung ist nicht sehr deutlich. Eine Brustzeichnung fehlt oder ist nur als gelblichbrauner, längsovaler Fleck ausgebildet. Die Hinterfüße sind oberseits weiß behaart. Verwechslungsgefahr besteht insbesondere mit der Gelbhalsmaus.

## Verbreitung und Lebensraum

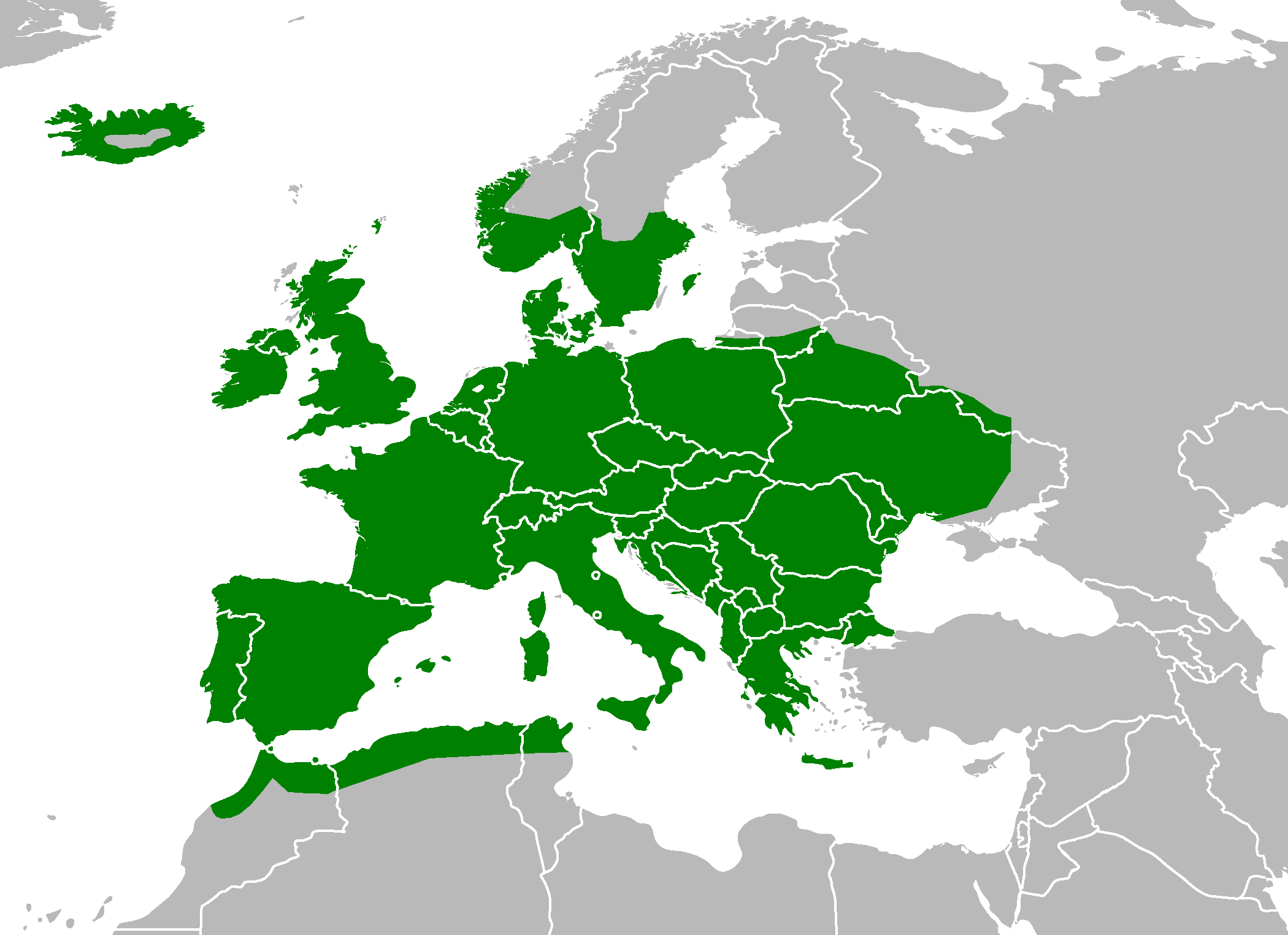
Verbreitungsgebiet der Waldmaus

Das Verbreitungsgebiet der Waldmaus umfasst große Teile der westlichen Paläarktis. In West-Ost-Richtung reicht das Areal von Island, Irland und Portugal bis in die östliche Ukraine und den äußersten Südwesten Russlands sowie bis in den äußersten Westen der Türkei. In Nord-Süd-Richtung erstreckt sich die Verbreitung vom Süden Norwegens und Schwedens bis in den Norden von Marokko, Algerien und Tunesien, bis Sizilien und bis in den Süden von Griechenland einschließlich Kreta.
Die Höhenverbreitung reicht von Meereshöhe bis etwa 2000 m in den Alpen; im Atlasgebirge bis 3300 m.
Die Waldmaus bewohnt entgegen ihrem Namen im größten Teil des Verbreitungsgebietes überwiegend Saumbiotope der Agrarlandschaft, vor allem Hecken, Brachen, Grabenränder und Gewässerufer, aber auch Parks und Gärten. Im Nordosten des Areals ist die Art weitgehend auf diese Bereiche beschränkt und bewohnt hier allenfalls auch noch sehr offene, trockene Nadelwälder. Im Westen und Süden des Verbreitungsgebietes kommen Waldmäuse auch im geschlossenen Hochwald vor. Hauptgrund für das Fehlen in Wäldern im größten Teil des Areals ist offenbar deren flächenhafte Besiedlung durch die größere und konkurrenzstärkere Gelbhalsmaus.
Waldmäuse kommen häufig in Gebäude und nutzen auch Fassadenbewuchs, um unter die Dachdeckung zu gelangen.

## Lebensweise

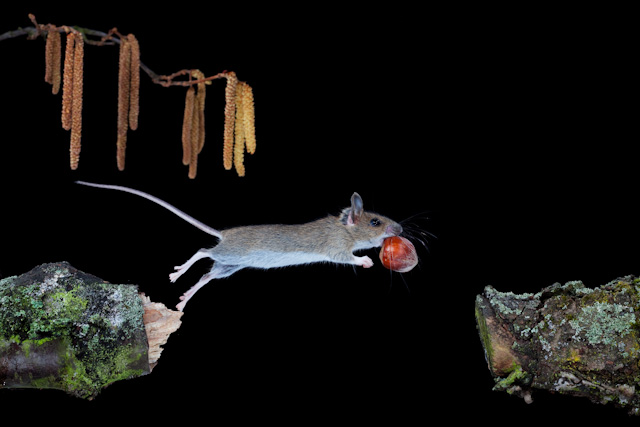
Springende Waldmaus mit Haselnuss

Waldmäuse sind überwiegend nachtaktiv und klettern gut. Die tiefen Erdbaue haben zwei Eingänge und eine Nest- und eine Vorratskammer. Die Nester werden im Winter von mehreren Tieren bewohnt. Die Waldmaus ist ein Allesfresser. Die Nahrung besteht hauptsächlich aus Samen und Früchten wie Eicheln, Bucheckern und Haselnüssen, Knospen, Früchten, Pilzen, Wurzelknollen und Insekten.
Die Fortpflanzung findet im Norden des Areals von März bis Oktober statt, im Mittelmeergebiet auch ganzjährig. In Mitteleuropa gibt es meist drei Würfe im Jahr. Die Tragzeit beträgt 23–24 Tage. Die Würfe umfassen 2–8, meist 5–6 Junge. Die frisch geborenen Jungmäuse wiegen 1,5–2,0 g; ihre Augen öffnen sich im Alter von 12–14 Tagen. Weibchen sind im Sommer des Geburtsjahres geschlechtsreif.
Die Waldmaus zeigt deutliche, jedoch nicht zyklische Bestandsschwankungen in Abhängigkeit vom Nahrungsangebot. In Wäldern kann die Siedlungsdichte in Mastjahren bis auf über 50 Individuen/Hektar steigen, in nahrungsarmen Jahren kann sie unter einem Individuum/Hektar liegen.
Waldmäuse waren 1981 die erste Säugetier-Art, bei der ein Magnetsinn nachgewiesen wurde.

## Bestand und Gefährdung
Die Waldmaus zählt zu den häufigsten Säugerarten Europas; der Bestand ist insgesamt offenbar stabil. Die Art wird von der IUCN weltweit als ungefährdet eingestuft (least concern).